# Silene karaczukuri
Silene karaczukuri là loài thực vật có hoa thuộc họ Cẩm chướng. Loài này được B. Fedtsch. miêu tả khoa học đầu tiên năm 1909.